# Rally-X
Rally-X es un videojuego de laberintos y conducción lanzado en 1980 por la empresa japonesa Namco.

## Objetivo del juego
En Rally X, el jugador maneja un auto a través de un laberinto en donde deberá recoger todas las banderas amarillas (10 en total) antes de que la gasolina se acabe. El juego tiene una jugabilidad similar a otro juego de la misma empresa, el conocido Pac-Man. Sin embargo, los laberintos de Rally X son mucho más grandes, y el hecho de que solo haya diez banderas para recoger hace que éstos estén más escasamente poblados que los del Pac-Man.
Los enemigos consisten aquí en unos autos rojos que intentarán destruir nuestro coche. La situación se empeora con el hecho de que éstos autos son más rápidos que el nuestro. Una pantalla de humo, sin embargo, puede ser usada para distraer a los enemigos temporalmente, aunque el utilizarla conlleva un mayor gasto de gasoilina. Los laberintos poseen también rocas que destruirán nuestro auto al entrar en contacto con ellas.
Un radar que se puede encontrar en la parte derecha de la pantalla nos mostrará la ubicación de las banderas y de los autos enemigos.

## Puntaje
- Coger una bandera: 100 puntos multiplicados por la bandera recogida hasta un máximo de 1000 puntos.
- Bandera especial: Dobla los puntos de todas las banderas recogidas. Si se coge antes que una bandera común, el jugador recibe 2.000 puntos.
- Al finalizar un nivel: El jugador gana puntos por la cantidad de gasolina restante.

## Versiones domésticas

### Consolas
- Nintendo Famicom (1989, "Jovial Race") Versión no autorizada diseñada por Sachen.
- Nintendo Famicom (1990, "B. B. Car") Versión no autorizada diseñada por Swang Shinmei.
- Sony PlayStation (1995, "Namco Museum Vol.1").
- Sony PlayStation 2 (2005, "Namco Museum 50th Anniversary").
- Microsoft XBOX (2005, "Namco Museum 50th Anniversary").
- Nintendo GameCube (2005, "Namco Museum 50th Anniversary").
- Nintendo Game Boy Advance (2005, "Namco Museum 50th Anniversary").
- Sony PSP (2005, "Namco Museum Battle Collection").

### Computadoras
- MSX (1984).
- Fujitsu FM-7 (1984).
- PC (Microsoft Windows, CD-ROM) (1997, Namco History Vol. 2").
- PC (Microsoft Windows, CD-ROM) (1998, "Microsoft Revenge of Arcade").
- PC (MS Windows, CD-ROM) (2005, "Namco Museum 50th Anniversary").

### Otros
- Arcade (1996, "Namco Classics Collection Vol.2").
- Namco Classics TV Game (2003 - Jakk's Pacific).

## Serie
- Rally X (1980)
- New Rally X (1981)